# Adam Hložek
Adam Hložek (ur. 25 lipca 2002 w Ivančicah) – czeski piłkarz grający na pozycji napastnika, reprezentant Czech. Uczestnik Mistrzostw Europy 2020 i 2024. Jest wychowankiem klubu Sparta Praga.

## Kariera piłkarska
Swoją karierę piłkarską Hložek rozpoczął w klubie Sparta Praga. W 2018 roku awansował do kadry pierwszej drużyny. 10 listopada 2018 zadebiutował w niej w pierwszej lidze w wygranym 3:1 wyjazdowym meczu z MFK Karviná, gdy w 90. minucie zmienił Matěja Pulkraba. Z kolei 9 marca 2019 w domowym meczu z Viktorią Pilzno (4:0) strzelił premierowego gola w czeskiej lidze. W lipcu 2020 roku zdobył ze Spartą Puchar Czech - w wygranym 2:1 finale ze Slovanem Liberec rozegrał pełne 90 minut. W czerwcu 2022 podpisał kontrakt z Bayer Leverkusen.
| Sezon   | Klub         | Kraj   | Rozgrywki | Mecze | Gole |
| ------- | ------------ | ------ | --------- | ----- | ---- |
| 2018/19 | Sparta Praga | Czechy | 1. Liga   | 19    | 4    |
| 2019/20 | Sparta Praga | Czechy | 1. Liga   | 34    | 7    |

## Kariera reprezentacyjna
Hložek występował w młodzieżowych reprezentacjach Czech U-17 i U-21. 4 września 2020 zadebiutował w reprezentacji Czech w wygranym 3:1 meczu Ligi Narodów ze Słowacją, rozegranym w Bratysławie. W 72. minucie tego meczu został zmieniony przez Michaela Krmenčíka.